# إدي بيرك (لاعب كرة قاعدة)
إدي بيرك (بالإنجليزية: Eddie Burke)‏ هو لاعب كرة قاعدة أمريكي، ولد في 6 أكتوبر 1866 في نورثومبرلاند في الولايات المتحدة، وتوفي في 26 نوفمبر 1907 في أوتيكا في الولايات المتحدة.

## وصلات خارجية
- إدي بيرك على موقعبيزبول رفرنس.كوم (الدوري الرئيسي) (الإنجليزية)
- إدي بيرك على موقعبيزبول رفرنس.كوم (الدوري الثانوي) (الإنجليزية)